# Kabbur, Holenarsipur
Kabbur là một làng thuộc tehsil Holenarsipur, huyện Hassan, bang Karnataka, Ấn Độ.